# Portrait de Jean-Frédéric le Magnanime
Le Portrait de Jean-Frédéric le Magnanime est un tableau réalisé par le peintre allemand Lucas Cranach l'Ancien en 1531. Cette peinture à l'huile sur bois est un portrait en buste de Jean-Frédéric Ier de Saxe en chapeau, sur un fond bleu ciel. L'œuvre est conservée au musée du Louvre, à Paris, en France.